# 2017 en Océanie
Chronologie de l’Océanie
- 2013
- 2014
- 2015
- 2016
- 2017
- 2018
- 2019
- 2020
- 2021

Cet article concerne les événements thématiques qui se sont produits durant l'année 2017 en Océanie.

## Politique

### Élections
- 23 et 27 janvier : Élections générales aux Tokelau, territoire autonome néo-zélandais. Siopili Perez devient ulu-o-Tokelau (chef du gouvernement).
- 7 mars : Élections législatives aux États fédérés de Micronésie. Il n'existe pas de partis politiques. Huit des dix députés sortants sont réélus, et Peter Christian demeure président de la République.
- 6 mai : Élections législatives à Niue. Il n'y a pas de partis politiques. La quasi-totalité des députés sortants sont réélus. Toke Talagi demeure Premier ministre.
- du 24 juin au 8 juillet : Élections législatives en Papouasie-Nouvelle-Guinée. Des violences ente partisans de différents candidats entachent leur déroulement, tandis que des listes électorales non-mises à jour empêchent de nombreux jeunes citoyens de voter. Peter O'Neill (Congrès national populaire) demeure Premier ministre, avec une majorité parlementaire amoindrie mais toujours conséquente.
- 23 septembre : Élections législatives en Nouvelle-Zélande. Le scrutin produit un parlement sans majorité. Le Parti national (centre-droit libéral) du Premier ministre Bill English conserve la majorité relative des sièges, mais le 19 octobre le Parti travailliste (centre-gauche), le parti Nouvelle-Zélande d'abord (droite populiste) et le Parti vert (gauche écologiste) annoncent la formation d'un gouvernement de coalition. Jacinda Ardern (travailliste) devient Première ministre, à trente-sept ans l'une des plus jeunes de l'histoire du pays.
- 12 septembre au 7 novembre : Référendum consultatif par voie postale en Australie, portant sur la légalisation ou non du mariage homosexuel. Les Australiens s'expriment à 61,6 % en faveur de la légalisation, avec un taux de participation de 79,5 %[1].
- 16 novembre : Élections législatives aux Tonga. Le roi Tupou VI a dissous l'Assemblée et limogé le Premier ministre ʻAkilisi Pohiva (Parti démocrate), entraînant la tenue d'élections un an avant l'échéance prévue. Le Parti démocrate remporte nettement les élections, obtenant pour la première fois la majorité absolue des sièges. ʻAkilisi Pohiva demeure Premier ministre.

### Événements

#### Politique intérieure
- 13 janvier : La ministre australienne de la Santé, Sussan Ley, démissionne à la suite d'un scandale après avoir utilisé abusivement des fonds publics à des fins personnelles[2].
- 19 janvier : Face à une popularité déclinante, Mike Baird, premier ministre de Nouvelle-Galles du Sud, démissionne[3].
- 1er février : Bob Dadae, député de la circonscription de Kabwum pour le parti du Congrès national populaire, est élu gouverneur général de Papouasie-Nouvelle-Guinée par le Parlement national. Il succède à Sir Michael Ogio le 28 février, dix jours après le décès de ce dernier[4],[5].
- 16 juin : Les Samoa deviennent formellement un État chrétien, par l'entrée en vigueur d'une modification de la constitution[6].
- 4 juillet : Le Parlement des Samoa élit Tuimaleali'ifano Va'aletoa Sualauvi II pour succéder le 25 juillet à Tupua Tamasese Efi à la tête de l'État, poste cérémoniel réservé par coutume à l'un des quatre tama ʻaiga (grands chefs autochtones)[7].
- 6 juillet : Après la mort en exercice du président de la république de Vanuatu, Baldwin Lonsdale, le corps électoral élit Tallis Obed Moses à sa succession[8].
- 8 août : La Cour nationale de Papouasie-Nouvelle-Guinée confirme la légalité d'un mandat d'arrêt pour corruption à l'encontre du Premier ministre Peter O'Neill[9].
- 8 août : À la demande du gouvernement tokelauan, la Nouvelle-Zélande accepte de nommer un administrateur à temps plein pour ce territoire, plutôt que d'associer cette fonction à celle de haut-commissaire de Nouvelle-Zélande aux Samoa[10].
- 25 août : Le roi des Tonga, Tupou VI, limoge subitement le Premier ministre démocrate ʻAkilisi Pohiva et ordonne la tenue d'élections anticipées pour la mi-novembre au plus tard[11]. Le lendemain, le roi stipule que le gouvernement Pohiva servira de gouvernement par intérim jusqu'aux élections[12].
- 23 septembre : Quinze personnes sont reconnues coupables de sédition par la Haute Cour aux Fidji, pour avoir organisé des entraînements militaires clandestins en vue d'établir un État chrétien séparatiste dans la province de Ra[13].
- 6 octobre : En Polynésie française, l'ancien président Gaston Flosse et douze de ses proches, dont Marcel Tuihani (ancien trésorier du parti Tahoeraa huiraatira), l'ancien député Bruno Sandras, et le porte parole du gouvernement actuel Jean-Christophe Bouissou, se voient ordonnés par la Cour d'appel de rembourser à l'État polynésien 2,8 millions d'euros (343 millions de francs CFP) détournés pour des emplois fictifs[14],[15],[16].
- 1er novembre : Le président du Sénat australien, Stephen Parry, démissionne du Sénat après avoir découvert qu'il était inéligible, car ayant un droit à une nationalité étrangère (britannique) à travers son père[17].
- 6 novembre : Le Premier ministre salomonais Manasseh Sogavare est destitué par une motion de censure au Parlement national, après la défection de neuf de ses ministres. Manasseh Sogavare les accuse d'avoir agi ainsi pour empêcher l'introduction au Parlement d'un projet de loi de lutte contre la corruption, et suggère que certains d'entre eux craignaient d'être poursuivis pour corruption[18],[19]. La branche locale de Transparency International estime elle aussi que les députés ont renversé le gouvernement par crainte d'être mis en cause pour corruption[20]. Rick Houenipwela est élu à sa succession par les députés le 15 novembre, entre en fonction le jour même, et promet de faire adopter néanmoins la loi anti-corruption[21].
- 29 novembre : Le Parlement du Victoria, l'un des États de l'Australie, adopte un projet de loi légalisant, à partir de 2019, l'euthanasie encadrée pour les personnes en phase terminale de maladie et en état de souffrance chronique qui en feraient la demande[22].
- 8 décembre : Le Parlement d'Australie légalise le mariage homosexuel[23].

#### Diplomatie et relations internationales

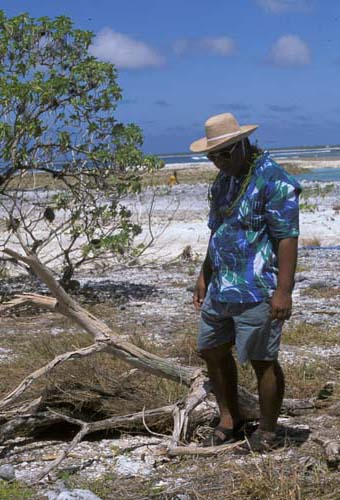
Connu pour son engagement diplomatique sur les questions de réchauffement climatique, Teburoro Tito, ancien président de la République, est nommé en septembre représentant des Kiribati auprès de l'ONU.

- 11 mai : La Nouvelle-Zélande est le deuxième État à ratifier l'Accord de partenariat transpacifique, après le Japon[24].
- 30 juin : Fin de la mission RAMSI aux Îles Salomon, débutée en 2003[25].
- 10 août : Dans un contexte de montée de tensions entre les États-Unis et la Corée du Nord, cette dernière menace de tirer des missiles qui « s’écraseront dans l’eau à 30 à 40 kilomètres de Guam »[26].
- 3 septembre : Wallis-et-Futuna devient membre du Groupe des dirigeants polynésiens[27].
- 4 septembre : Teburoro Tito, ancien président de la république des Kiribati, est nommé ambassadeur de ce pays auprès de l'Organisation des nations unies, succédant à Makurita Baaro[28].
- 20 septembre : Les États-Unis acceptent d'accueillir une cinquantaine de réfugiés refusés par l'Australie car arrivés en Australie illégalement par bateau de fortune. Ils étaient détenus depuis des années dans des camps à Nauru et en Papouasie-Nouvelle-Guinée, financés par l'Australie[29]. Les premiers partent pour les États-Unis le 26 septembre[30].
- 5 décembre : L'Union européenne place sur une « liste noire » de paradis fiscaux opaques ou non-coopératifs les Samoa, les Samoa américaines, Guam, les îles Marshall et les Palaos[31].

### Gouvernements
- Australie
  - reine : Élisabeth II d'Australie

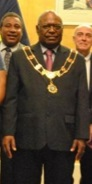
Sir Michael Ogio, gouverneur général de Papouasie-Nouvelle-Guinée, décède le 18 février, dix jours avant la fin de son mandat.

  - gouverneur-général : Sir Peter Cosgrove
  - premier ministre : Malcolm Turnbull
- Îles Cook

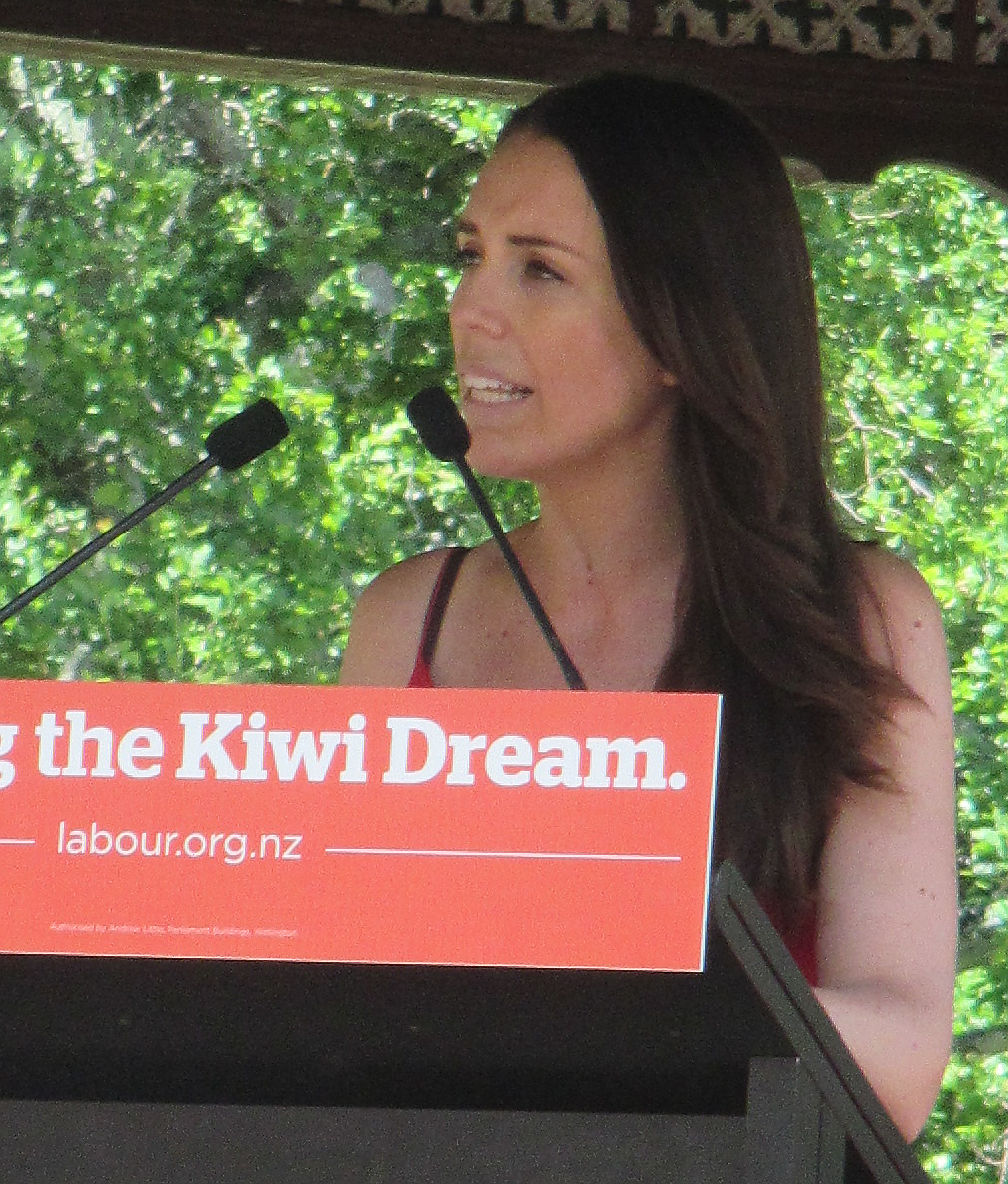
Jacinda Ardern devient première ministre de Nouvelle-Zélande en octobre.

  - reine : Élisabeth II de Nouvelle-Zélande
  - représentant de la reine : Tom Marsters
  - premier ministre : Henry Puna
- Fidji
  - président : Jioji Konrote
  - premier ministre : Frank Bainimarama
- Kiribati
  - président : Taneti Maamau
- Îles Marshall
  - président : Hilda Heine
- États fédérés de Micronésie
  - président : Peter Christian
- Nauru
  - président : Baron Waqa
- Niué
  - reine : Élisabeth II de Nouvelle-Zélande
  - premier ministre : Toke Talagi

- Nouvelle-Zélande
  - reine : Élisabeth II de Nouvelle-Zélande
  - gouverneur général : Dame Patsy Reddy
  - premier ministre : Bill English jusqu'au 26 octobre, puis Jacinda Ardern
- Palaos
  - président : Tommy Remengesau
- Papouasie-Nouvelle-Guinée
  - reine : Élisabeth II de Papouasie-Nouvelle-Guinée
  - gouverneur général : Sir Michael Ogio jusqu'à son décès le 18 février, puis, à partir du 28 février, Bob Dadae
  - premier ministre : Peter O'Neill
- Îles Salomon
  - reine : Élisabeth II des Îles Salomon
  - gouverneur général : Sir Frank Kabui
  - premier ministre : Manasseh Sogavare jusqu'au 15 novembre, puis Rick Houenipwela
- Samoa
  - O le Ao O le Malo : Tupua Tamasese Tupuola Tufuga Efi jusqu'au 25 juillet, puis Tuimaleali'ifano Va'aletoa Sualauvi II
  - premier ministre : Tuilaepa Sailele Malielegaoi
- Tonga
  - roi : Tupou VI
  - premier ministre : ʻAkilisi Pohiva
- Tuvalu
  - reine : Élisabeth II des Tuvalu
  - gouverneur général : Sir Iakoba Italeli
  - premier ministre : Enele Sopoaga
- Vanuatu
  - président : Baldwin Lonsdale jusqu'à son décès le 17 juin, puis, à partir du 6 juillet, Tallis Obed Moses
  - premier ministre : Charlot Salwai

## Environnement
- 23 janvier : L'état de calamité naturelle est décrété en Polynésie française, à la suite d'inondations à Tahiti et à Moorea. Des maisons étant inondées, des dizaines de personnes sont évacuées et quelque 6 000 foyers sont privés d'électricité[32].
- 28 mars : Le cyclone Debbie frappe le nord du Queensland, en Australie, provoquant d'importantes inondations et faisant quatre morts[33]. Le 6 avril, des tempêtes et des pluies torrentielles « causées par les restes du cyclone Debbie » frappent les deux principales îles de la Nouvelle-Zélande, provoquant des inondations[34].
- 5 au 7 mai : Le cyclone Donna frappe les îles Torres et d'autres îles du nord du Vanuatu, détruisant des maisons, des champs agricole et des réserves d'eau douce[35].
- 28 septembre : Les autorités au Vanuatu ordonnent l'évacuation temporaire complète de l'île d'Ambae (dont la population s'élève à quelque 11 000 habitants), de crainte d'une éruption du mont Manaro[36].
- 6 octobre : Le Premier ministre niuéen Sir Toke Talagi annonce la création d'une aire marine protégée recouvrant 40 % de la zone économique exclusive du pays, pour un total de 126 909 km2. L'aire inclut le récif de Beveridge, habitat de nombreux requins gris de récif. La pêche commerciale y sera interdite, et l'aire sera surveillée au moyen de drones[37].

- 6 au 17 novembre : Les Fidji co-président avec l'Allemagne la COP23 (Conférences des Nations unies sur les changements climatiques).

## Sport
- 15 mai : Les Tonga renoncent, pour des raisons économiques, à être le pays hôte des Jeux du Pacifique de 2019, dont l'organisation leur avait été attribuée en 2012[38]. Le 1er septembre, l'organisation des Jeux est confiée aux Samoa[39].
- 17 juin au 2 juillet : L'équipe d'Australie et l'équipe de Nouvelle-Zélande participent à la Coupe des confédérations 2017 en Russie - respectivement en tant que championne d'Asie et que championne d'Océanie. Les deux pays sont éliminés en phase de groupes.

- 26 août : L'équipe de Nouvelle-Zélande (les Fougères noires) remporte la finale de la Coupe du monde féminine de rugby à XV 2017, en battant les Roses rouges anglaises, championnes du monde en titre, par 41 à 32[40].

| 28 août 2017 19h45 UTC+1 | Nouvelle-Zélande | 41 - 32 (mt 10 - 15) | Angleterre | Kingspan Stadium, Belfast Arbitre : Joy Neville |
| 28 août 2017 19h45 UTC+1 | Essai(s) : Winiata (8e) (69e), Natua (39e), (45e), (58e), Smith (53e), Cocksedge (63e) Transformation(s) : Cocksedge (46e), (54e), (58e) Carton(s) jaune(s) : Goss (20e), Ketu (77e) |                      | Essai(s) : essai de pénalité (25e), Thompson (32e), (55e), Noel-Smith (77e) Transformation(s) : Scarratt (33e), (78e) Pénalité(s) : Scarratt (15e), (51e) | Kingspan Stadium, Belfast Arbitre : Joy Neville |
| 28 août 2017 19h45 UTC+1 | |                      | | Kingspan Stadium, Belfast Arbitre : Joy Neville |

- 1er et 5 septembre : Les All Whites (l'équipe de Nouvelle-Zélande) remporte les éliminatoires de la zone Océanie pour la Coupe du monde de football 2018, battant l'équipe des Salomon 6-1 à domicile avant un match nul 2-2 à Honiara. La Nouvelle-Zélande est ensuite éliminée par le Pérou en barrage intercontinental en novembre.

| Équipe 1         | Résultat | Équipe 2     | Aller | Retour |
| ---------------- | -------- | ------------ | ----- | ------ |
| Nouvelle-Zélande | 8 – 3    | Îles Salomon | 6 - 1 | 2 - 2  |

| Équipe 1         | Résultat | Équipe 2 | Aller | Retour |
| ---------------- | -------- | -------- | ----- | ------ |
| Nouvelle-Zélande | 0– 2     | Pérou    | 0 – 0 | 0 - 2  |

- 27 octobre au 2 décembre : L'Australie, la Nouvelle-Zélande et la Papouasie-Nouvelle-Guinée sont conjointement les hôtes de la Coupe du monde de rugby à XIII 2017, à laquelle participent en tout six nations océaniennes (les trois pays hôtes, mais aussi les Fidji, les Samoa et les Tonga), aux côtés de huit équipes européennes, nord-américaines ou asiatiques. Les six nations océaniennes se qualifient toutes pour les quarts de finale. Les Tonga et les Fidji atteignent les demi-finales, et l'Australie remporte la finale 6-0 face à l'Angleterre.

|  | Quarts de finale                              | Quarts de finale                            |           |    | Demi-finales                             | Demi-finales                             |  |  | Finale                                   | Finale                                   |
|  | Quarts de finale                              | Quarts de finale                            |           |    | Demi-finales                             | Demi-finales                             |  |  | Finale                                   | Finale                                   |
|  |                                               |                                             |           |    |                                          |                                          |  |  |                                          |                                          |
|  | Marrara Oval, Darwin le 17/11/2017            | Marrara Oval, Darwin le 17/11/2017          |           |    | Brisbane Stadium, Brisbane le 24/11/2017 | Brisbane Stadium, Brisbane le 24/11/2017 |  |  | Brisbane Stadium, Brisbane le 02/12/2017 | Brisbane Stadium, Brisbane le 02/12/2017 |
|  | Marrara Oval, Darwin le 17/11/2017            | Marrara Oval, Darwin le 17/11/2017          |           |    | Brisbane Stadium, Brisbane le 24/11/2017 | Brisbane Stadium, Brisbane le 24/11/2017 |  |  | Brisbane Stadium, Brisbane le 02/12/2017 | Brisbane Stadium, Brisbane le 02/12/2017 |
|  | Australie                                     | 46                                          |           |    | Brisbane Stadium, Brisbane le 24/11/2017 | Brisbane Stadium, Brisbane le 24/11/2017 |  |  | Brisbane Stadium, Brisbane le 02/12/2017 | Brisbane Stadium, Brisbane le 02/12/2017 |
|  | Australie                                     | 46                                          |           |    | Brisbane Stadium, Brisbane le 24/11/2017 | Brisbane Stadium, Brisbane le 24/11/2017 |  |  | Brisbane Stadium, Brisbane le 02/12/2017 | Brisbane Stadium, Brisbane le 02/12/2017 |
|  | Samoa                                         | 0                                           |           |    | Brisbane Stadium, Brisbane le 24/11/2017 | Brisbane Stadium, Brisbane le 24/11/2017 |  |  | Brisbane Stadium, Brisbane le 02/12/2017 | Brisbane Stadium, Brisbane le 02/12/2017 |
|  | Samoa                                         | 0                                           | Australie | 54 |                                          |                                          |  |  | Brisbane Stadium, Brisbane le 02/12/2017 | Brisbane Stadium, Brisbane le 02/12/2017 |
|  | Westpac Stadium, Wellington le 18/11/2017     |                                             | Australie | 54 |                                          |                                          |  |  | Brisbane Stadium, Brisbane le 02/12/2017 | Brisbane Stadium, Brisbane le 02/12/2017 |
|  |                                               | Fidji                                       | 6         |    |                                          |                                          |  |  | Brisbane Stadium, Brisbane le 02/12/2017 | Brisbane Stadium, Brisbane le 02/12/2017 |
|  | Nouvelle-Zélande                              | Fidji                                       | 6         | 2  |                                          |                                          |  |  | Brisbane Stadium, Brisbane le 02/12/2017 | Brisbane Stadium, Brisbane le 02/12/2017 |
|  | Nouvelle-Zélande                              |                                             |           | 2  |                                          |                                          |  |  | Brisbane Stadium, Brisbane le 02/12/2017 | Brisbane Stadium, Brisbane le 02/12/2017 |
|  | Fidji                                         | 4                                           |           |    |                                          |                                          |  |  | Brisbane Stadium, Brisbane le 02/12/2017 | Brisbane Stadium, Brisbane le 02/12/2017 |
|  | Fidji                                         | 4                                           | Australie | 6  |                                          |                                          |  |  |                                          |                                          |
|  | Rugby League Park, Christchurch le 18/11/2017 |                                             | Australie | 6  |                                          |                                          |  |  |                                          |                                          |
|  |                                               | Angleterre                                  | 0         |    |                                          |                                          |  |  |                                          |                                          |
|  | Tonga                                         | Angleterre                                  | 0         | 24 |                                          |                                          |  |  |                                          |                                          |
|  | Tonga                                         | Mount Smart Stadium, Auckland le 25/11/2017 |           | 24 |                                          |                                          |  |  |                                          |                                          |
|  | Liban                                         | 22                                          |           |    |                                          |                                          |  |  |                                          |                                          |
|  | Liban                                         | 22                                          | Tonga     | 18 |                                          |                                          |  |  |                                          |                                          |
|  | AAMI Park, Melbourne le 19/11/2017            |                                             | Tonga     | 18 |                                          |                                          |  |  |                                          |                                          |
|  |                                               | Angleterre                                  | 20        |    |                                          |                                          |  |  |                                          |                                          |
|  | Angleterre                                    | Angleterre                                  | 20        | 36 |                                          |                                          |  |  |                                          |                                          |
|  | Angleterre                                    |                                             |           | 36 |                                          |                                          |  |  |                                          |                                          |
|  | Papouasie-Nouvelle-Guinée                     | 6                                           |           |    |                                          |                                          |  |  |                                          |                                          |
|  | Papouasie-Nouvelle-Guinée                     | 6                                           |           |    |                                          |                                          |  |  |                                          |                                          |

## Autres événements marquants
- 21 janvier : Plusieurs milliers de personnes défilent dans les rues des principales villes d'Australie et de Nouvelle-Zélande dans le cadre de la Marche des femmes à la suite de l'inauguration du président américain Donald Trump, accusé de misogynie et de mépris pour les droits humains[41].
- 25 janvier : La Nouvelle-Zélande retrouve sa première place de pays le moins corrompu au monde, conjointement avec le Danemark, sur l'indice de perception de la corruption de Transparency International[42].
- 27 mars : Des centaines de personnes prennent part à des actes d'émeutes et de pillages à Port-Moresby en Papouasie-Nouvelle-Guinée, incendiant des boutiques et des centres médicaux[43].
- 3 mai : Afin de maintenir le pluralisme des médias d'information, l'autorité néo-zélandaise de la concurrence interdit la fusion de l'entreprise NZME (propriétaire notamment du journal New Zealand Herald) et de Fairfax New Zealand (propriétaire notamment du site Stuff.co.nz), qui possèdent à eux deux 90 % de la presse écrite du pays et une large partie des autres médias[44].
- 25 mai : Premier lancement de la fusée Electron depuis la Nouvelle-Zélande[45].
- 26 mai : En Australie, une délégation aborigène demande la mise en place d'une instance fédérale aborigène représentative, et la rédaction d'un traité entre l'État fédéral et les communautés autochtones. Le premier ministre Malcolm Turnbull rappelle que cela exigerait un amendement constitutionnel par référendum, qui aurait selon lui peu de chance d'aboutir[46],[47].
- 5 juin : Un criminel multirécidiviste abat un employé d'hôtel à Melbourne et prend en otage une femme, en se réclamant de l'État islamique. Il est abattu par la police, et l'otage est libérée[48].
- 30 juillet : La police en Australie arrête quatre personnes soupçonnées de préparer un attentat contre un avion de ligne[49].
- 25 septembre : L'Australie annonce son intention de créer une agence spatiale nationale[50].
- 4 octobre : L'Organisation de coopération et de développement économiques (OCDE) annonce qu'elle catégorisera les îles Cook comme étant un pays développé à compter de la fin de l'année 2018. Ce sera le premier petit État insulaire d'Océanie à être considéré comme un pays développé, rejoignant l'Australie et la Nouvelle-Zélande[51].

## Décès

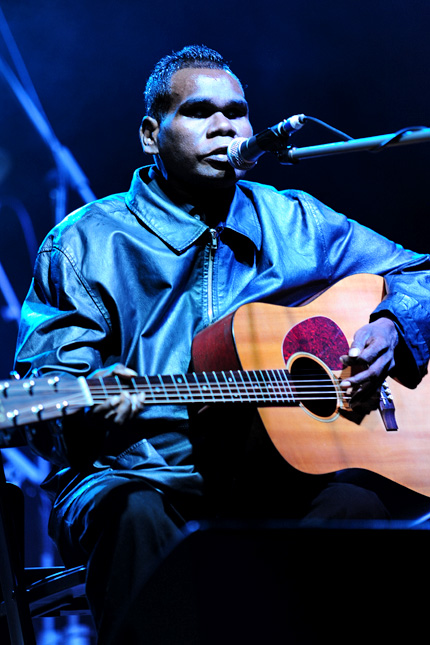
Le musicien australien Geoffrey Gurrumul Yunupingu, mort le 25 juillet.

- 12 février : Sione Lauaki (né le 22 juin 1981), ancien joueur des All Blacks (équipe de Nouvelle-Zélande de rugby à XV)[52].
- 18 février : Sir Michael Ogio (né le 7 juillet 1942), gouverneur général de Papouasie-Nouvelle-Guinée en fonction depuis 2011[53]
- 19 février : Halaevalu Mataʻaho (née le 29 mai 1926), reine-mère des Tonga, veuve du roi Taufaʻahau Tupou IV et mère des rois George Tupou V et Tupou VI[54]
- 19 février : Dan Vickerman (né le 4 juin 1979), ancien joueur des Wallabies (équipe d'Australie de rugby à XV), à l'âge de 37 ans[55]
- 4 mars : Roger Hau'ofa, célèbre présentateur radio papou-néo-guinéen durant plus de quarante ans ; mort à l'âge de 73 ans, d'insuffisance rénale[56].
- 6 mars : Dudley Storey (né le 27 novembre 1939), médaillé d'or en aviron pour la Nouvelle-Zélande aux Jeux olympiques d'été de 1968[57].
- 21 mars : Teresia Teaiwa (née le 12 août 1968), poétesse gilbertine[58].
- 9 avril : John Morrison Clarke (en) (né le 29 juillet 1948), satiriste néo-zélandais, créateur notamment du personnage de Fred Dagg (en) ; mort en Australie d'une crise cardiaque[59].
- 17 juin : Baldwin Lonsdale, président de la république de Vanuatu en exercice ; mort à l'âge de 67 ans d'une crise cardiaque[60].
- 25 juillet : Geoffrey Gurrumul Yunupingu (né le 22 janvier 1971), musicien australien[61].
- 6 août : Betty Cuthbert (née le 20 avril 1938), quadruple championne olympique d'athlétisme pour l'Australie (en 1956 et 1964)[62].
- 7 août : Mattlan Zackhras (en) (né le 13 janvier 1970), ministre adjoint à la présidente des îles Marshall, mort en exercice « après une brève maladie »[63].
- 20 août : Sir Colin Meads (né le 3 juin 1936), deuxième ligne des All Blacks de 1957 à 1971, désigné joueur de rugby néo-zélandais du siècle en 1999[64].
- 22 août : Tony deBrum (né en 1945), ancien ministre des Affaires étrangères des îles Marshall, reconnu pour son activisme diplomatique sur la question du réchauffement climatique[65].
- 24 décembre : Havala Laula, le dernier des «Fuzzy Wuzzy Angels (en)» , les porteurs papou-néo-guinéens qui aidaient les soldats australiens et évacuaient les blessés durant la campagne de la piste Kokoda lors de la Seconde Guerre mondiale. Havala Laula décède à 91 ans dans le village de Kagi[66].

## Annexe